# Янель Пінто
Янель Пінто (20 травня 1989) — венесуельська плавчиня.
Учасниця Олімпійських Ігор 2008, 2012 років.
Призерка Панамериканських ігор 2007 року.